# Bluestar
Bluestar è un album discografico di Nick Gravenites, pubblicato dall'etichetta discografica tedesca Line Records nel 1980.

## Tracce
Lato A
1. Junkyard in Malibu – 4:48 (Nick Gravenites)
2. Bye Bye – 3:59 (Nick Gravenites)
3. I'm a Bluesman – 3:41 (Nick Gravenites)
4. Dekalb Blues – 3:05 (Huddie Ledbetter)
5. Blues Back Off – 4:45 (Nick Gravenites)

Lato B
1. Who's Out There – 2:12 (Otis Spann)
2. Down in the Bottom – 3:03 (Willie Dixon)
3. I'm a Dancing Fool – 2:50 (Nick Gravenites)
4. The Sister Song – 3:41 (Nick Gravenites)
5. My Party – 3:21 (Nick Gravenites)
6. Southside – 2:53 (Nick Gravenites)

## Musicisti
- Nick Gravenites - chitarra solista, chitarra ritmica, voce
- John Cipollina - chitarra ritmica
- Willy Toast - chitarra ritmica, chitarra slide
- Greg Douglass - chitarra slide
- Huey Louis - armonica
- Pete Sears - basso, pianoforte, organo
- Roger Troy - basso, accompagnamento vocale, coro
- Joey Covington - batteria
- Marla Hunt - accompagnamento vocale, coro
- Diane Hursh - accompagnamento vocale, coro

Note aggiuntive
- Nick Gravenites - produttore (per la Creative Functions Associates)
- Registrazioni effettuate al Sonoma Recorders di Sonoma (California)
- Paul Stubblebine e Nancy Evans - ingegneri delle registrazioni
- Mouse - copertina frontale album
- Diane Gravenites - fotografia retrocopertina album
- The Imaginists - design album e layout[1]